# George Hillyard
Le Commandant George Whiteside Hillyard, de la Royal Navy, (né le 6 février 1864 - décédé le 24 mars 1943) était un joueur de tennis britannique.

## Biographie
Hillyard est né à Hanwell, Middlesex. Il a été un élève-officier de marine à bord du HMS Bacchante en 1881.
Il a également été l'un des premiers joueurs sur le circuit international de tennis entre 1886 et 1914. Aux Jeux olympiques d'été de 1908 de Londres, il remporte la médaille d'or en double messieurs avec Reginald Frank Doherty.
De 1907 à 1925, il fut secrétaire du All England Lawn Tennis Club et directeur du Tournoi de Wimbledon. Il officiait en tant qu'arbitre de chaise lors des finales féminines.
Hillyard a également joué en première classe pour Middlesex en cricket et pour le Leicestershire de 1886 à 1896. Il a aussi excellé dans le golf, la natation, le tir au pigeon et le billard.
Il a épousé Blanche Bingley, sextuple championne de Wimbledon en simple, le 13 juillet 1887 à Greenford, Middlesex. Le couple a vécu à Thorpe Satchville, Leicestershire, entre 1895 et 1925, puis déménagé à Bramfold, Pulborough, Sussex, où Hillyard est décédé le mercredi 24 mars 1943. Le couple a eu deux enfants, Jack et Marjorie.

## Palmarès (partiel) George Hillyard

### Titres en simple
|   | Date | Nom et lieu du tournoi                      | Cat. | ($) | Surf.        | Finaliste             | Score         |
| - | ---- | ------------------------------------------- | ---- | --- | ------------ | --------------------- | ------------- |
| 1 | 1897 | International German Championship, Hambourg |      |     | Terre (ext.) | B. Green              | 6-1, 6-2, 6-3 |
| 2 | 1900 | International German Championship, Hambourg |      |     | Terre (ext.) | Hugh Lawrence Doherty | Forfait       |

### Finales de simple perdues
|   | Date | Nom et lieu du tournoi | Cat. | ($) | Surf.        | Vainqueur              | Score         |
| 1 | 1901 | Tournoi de Monte-Carlo |      |     | Terre (ext.) | Reginald Frank Doherty | 6-1, 6-4, 6-3 |

### Titres en double
|   | Date | Nom et lieu du tournoi         | Cat.    | ($) | Surf.        | Partenaire             | Finalistes                         | Score         |
| 1 | 1908 | Jeux olympiques d'été, Londres | Olympic | 0   | Gazon (ext.) | Reginald Frank Doherty | Josiah Ritchie · James Cecil Parke | 9-7, 7-5, 9-7 |

### Finales en double
|   | Date | Nom et lieu du tournoi       | Cat.      | ($) | Surf.        | Vainqueurs                     | Partenaire   | Score                   |
| - | ---- | ---------------------------- | --------- | --- | ------------ | ------------------------------ | ------------ | ----------------------- |
| 1 | 1889 | The Championships, Wimbledon | G. Chelem |     | Herbe (ext.) | Ernest Renshaw William Renshaw | Ernest Lewis | 6-4, 6-4, 3-6, 0-6, 6-1 |
| 2 | 1890 | The Championships, Wimbledon | G. Chelem |     | Herbe (ext.) | Joshua Pim Frank Stoker        | Ernest Lewis | 6-0, 7-5, 6-4           |